# The Soca Boys
The Soca Boys war ein niederländisches Danceduo. Es wurde 1998 von den beiden Produzenten Errol Lafleur und Mark Nieuwenhuijzen ins Leben gerufen. Beide hatten zuvor schon unter dem Namen Beat Freakz zusammengearbeitet. 1998 landeten sie mit der Single Follow the Leader einen internationalen Sommerhit.

## Werdegang
Lafleur und Nieuwenhuijzen brachten ihre Debütsingle Follow the Leader, die sie gemeinsam mit dem Sänger Van B. King eingespielt hatten, Ende April 1998 auf den Markt. In ihrem Heimatland entwickelte sie sich binnen kurzer Zeit zu einem Hit. Von Ende Mai bis Mitte Juni 1998 stand sie drei Wochen auf Platz 1 der niederländischen Top 40. Für mehr als 50.000 verkaufter Kopien wurden die Soca Boys mit einer Goldenen Schallplatte ausgezeichnet. Unterstützt von fünf Tänzerinnen bestritten sie insgesamt etwa 200 Radio- und Fernsehauftritte. In den Vereinigten Staaten erreichte der Song die Hot Singles Sales Charts.
Nach Auftritten an der spanischen Mittelmeerküste und einer zweiwöchigen Tournee durch Venezuela entstand unter dem Titel Sigan Al Lider eine spanischsprachige Version ihres Hits. Sie stand in Venezuela und in Kolumbien wochenlang in den Charts. Es folgte eine ausgedehnte Tournee durch Südamerika. Die im August 1998 veröffentlichte Nachfolgesingle Bumpin’ (Keep on Bumpin’) folgte dem Muster tropischer Socarhythmen. Das im September 1998 erschienene Debütalbum und zwei weitere Singles waren dagegen kein Erfolg mehr.

## Diskografie
Alben
- 1998: The Album

Singles
- 1998: Follow the Leader
- 1998: Bumpin' (Keep on Bumpin')
- 1999: There's a Party Going On
- 2001: Doo Wah Diddy